# Бюргервлотбрюг
Бюргервлотбрюг (нід. Burgervlotbrug) — селище в нідерландській провінції Північна Голландія. Входить до муніципалітету Схаген.
Його площа становить 4,13 км², а населення станом на 2021 рік складало 185 осіб.